# Partido di Arrecifes
Il partido di Arrecifes è un dipartimento (partido) dell'Argentina facente parte della Provincia di Buenos Aires. Il capoluogo è Arrecifes. Fino al 1997 si chiamava partido de Bartolomé Mitre.
Secondo il censimento del 2001 il partido contava una popolazione di 27.279 abitanti, con un aumento del 10,9% rispetto al censimento del 1991.
Il partido comprende le seguenti località principali:
- Arrecifes (24.336 ab. nel 2001)[2]
- Todd (726 ab.)
- Viña (483 ab.)